# Борис Цветков (археолог)
Вижте пояснителната страница за други личности с името Борис Цветков.
Борис Христов Цветков е български археолог и историк, изследовател на културно-историческото наследство на Пиринска Македония.

## Биография
Роден е през 1941 г. в планинското село Гореме, днес в Община Струмяни. Завършва основно образование в родното си село, а средно през 1960 г. в гимназия „Яне Сандански“ в град Сандански. От 1962 до 1966 г. следва история в Софийския университет „Св. Климент Охридски“, след което става учител в основно училище „Братя Миладинови“ в село Кърналово.
От есента на 1967 г. започва работа като музеен работник. Първоначално е уредник в Градски исторически музей в Мелник, където събира и изследва документи и материали, свързани предимно с възрожденската история на града. През 1972 г. се премества в Окръжния исторически музей в Благоевград, където работи като главен уредник, завеждащ отдел „Археология“ и за кратко време, като директор на музея.
Цветков се посвещава се на археологията – главно на периода на българското средновековие. Дългогодишните му археологически проучвания намират обобщен израз в дисертационния му труд „Селищната мрежа в долината на Средна Струма през Средновековието – IX-XVII век“, за който получава научната степен доктор по история. Автор е на над 50 научни и научнопопулярни публикации, свързани с археологията и историята на Благоевград, Мелник и региона.
Умира през 1996 г. в Благоевград.

За него историкът Йордан Ванчев пише следното:
| „ | Борис Цветков не беше публична личност, впрочем не се и стремеше към подобен начин на доказване и съществуване. Той сякаш имаше предопределена от съдбата единствена цел, която превръща в най-висш смисъл на своя живаот – да надникне в тайните на миналото, да издири, съхрани и осмисли богатството на нашето културно-историческо наследство, да покаже величието и трагизма в превратното историческо битие на българския народ. | “ |